# Pagodulina pagodula
Pagodulina pagodula is een slakkensoort uit de familie van de Orculidae. De wetenschappelijke naam van de soort is voor het eerst geldig gepubliceerd in 1830 door Des Moulins.